# 埃拉·康诺利
埃拉·康诺利（英語：Ella Connolly，2000年7月13日—），澳大利亚女子田径运动员，2018年世界U20田径锦标赛女子4×400米接力银牌得主、2022年英联邦运动会女子4×100米接力铜牌得主、2024年大洋洲田径锦标赛女子100米金牌得主、2025年世界室内田径锦标赛女子4×400米接力铜牌得主。